# Нестурх, Михаил Фёдорович
Михаи́л Фёдорович Не́стурх (23 февраля 1895, Псков, Российская империя — 1979, Москва, СССР) — советский приматолог и антрополог, доктор биологических наук (1962), профессор (1967).

## Биография
Родился в семье псковского городского архитектора Фёдора Павловича Нестурха и Марии Эмильевны Термен. После переезда семьи в 1900 году в Одессу, обучался в гимназии. После окончания гимназии поступил на естественное отделение физико-математического факультета Новороссийского университета в г. Одессе, которое окончил в 1916 году. Был призван в армию. Окончил артиллерийские курсы. Первую мировую войну закончил подпоручиком артиллерии. После войны работал лектором политического просвещения Одесского губернского военного комиссариата. В начале 1920-х годов переехал в Москву. Окончил аспирантуру при Институте антропологии МГУ.

## Научная деятельность
В 1920-е годы — научный сотрудник Государственного Тимирязевского НИИ, аспирант НИИ антропологии МГУ. С 1928 года работал в Научно-исследовательском институте антропологии и на кафедре антропологии МГУ.
Один из создателей Музея антропологии МГУ (1931). Научный сотрудник, заведующий лабораторией антропогенеза и приматологии НИИ МГУ.
Основные труды посвящены экологии, систематике и палеонтологии приматов, проблемам происхождения человека и расоведения.
Автор очерка «Человек (Антропологический очерк)» в 61-м томе первого издания Большой Советской энциклопедии (1934).
Основной труд — «Происхождение человека», вышедший первым изданием в 1958 году и переизданный с дополнениями в 1970 году, — суммировал в себе новейшие по тем временам данные о различных аспектах приматологии и антропогенеза, накопленные не только отечественной, но и зарубежной наукой.
В 1963 году удостоен по совокупности научных трудов учёной степени доктора биологических наук. Ответственный секретарь, заместитель ответственного редактора журнала «Советская антропология», сборника «Вопросы антропологии».

## Основные работы
- Происхождение человека и его первые культурные завоевания (совместно с М. Шишкевичем и В. Бойчевским). М., 1924. 96 с.[7];
- Человек и его предки, М., 1934;
- Человеческие расы, 3 изд., М., 1965;
- Происхождение человека, 2 изд., М., 1970;
- Приматология и антропогенез, М., 1960.

## Награды
- Орден Трудового Красного знамени
- медали.

## Дети
Дочери:
- Наталья Михайловна Нестурх-Кавина (1925—1998) — архитектор, кандидат искусствоведения.
- Елена Михайловна Кроль (род. 1947) — кандидат биологических наук.